# Kutasi György
Kutasi György, eredetileg Kusinszky György (Fiume, 1910. szeptember 16. – Melbourne, 1977. június 29.) olimpiai bajnok vízilabdázó.
1932-től 1947-ig az ÚTE (Újpesti Torna Egylet) vízilabdázójaként és úszójaként sportolt. Jelentős eredményeit vízilabdában érte el. 1934-től 1947-ig ötször szerepelt a magyar válogatottban. Az 1936. évi nyári olimpiai játékokon tagja volt az olimpiai bajnoki címet nyert magyar csapatnak. Tagja volt az 1947-es Eb-n negyedik helyezett magyar válogatottnak. 1947-től haláláig Ausztráliában élt.

## Sporteredményei
- olimpiai bajnok (1936)
- Európa-bajnok (1934)
- Magyar bajnokság
  - bajnok (1932, 1933, 1934, 1935, 1936, 1937, 1938, 1945, 1946)
- Magyar kupa
  - győztes: 1936